# Małynka (rzeka)
Małynka – struga, prawy dopływ Narwi o długości 21,8 km.

## Bieg rzeki
Małynka wypływa w okolicach wsi Folwarki Wielkie i płynie na południe. Mija miejscowości: Folwarki Tylwickie, Małynka, Kołpaki, Białki, Saki i Trześcianka. Następnie przepływa pod drogą wojewódzką nr 685 i naprzeciwko wsi Doratynka wpada do Narwi.

## Historia
Rzeka wspomniana została w Metryce Litewskiej z 1512 r. pod nazwą Małunica.
W latach 60. XX wieku Małynka została bardzo silnie uregulowana. Wyprostowanie jej koryta oraz zniszczenie naturalnych stref roślinności przybrzeżnej i wodnej, znacząco wpływa na bardzo szybkie odprowadzanie wód powierzchniowych, co przy znikomej możliwości retencjonowania wody w obszarze zlewni powoduje zmniejszanie się zasobów wód gruntowych.

## Fauna i flora
Na całej długości koryta rzeki Małynki, jak i jej dopływach, licznie występują bobry.

## Galeria

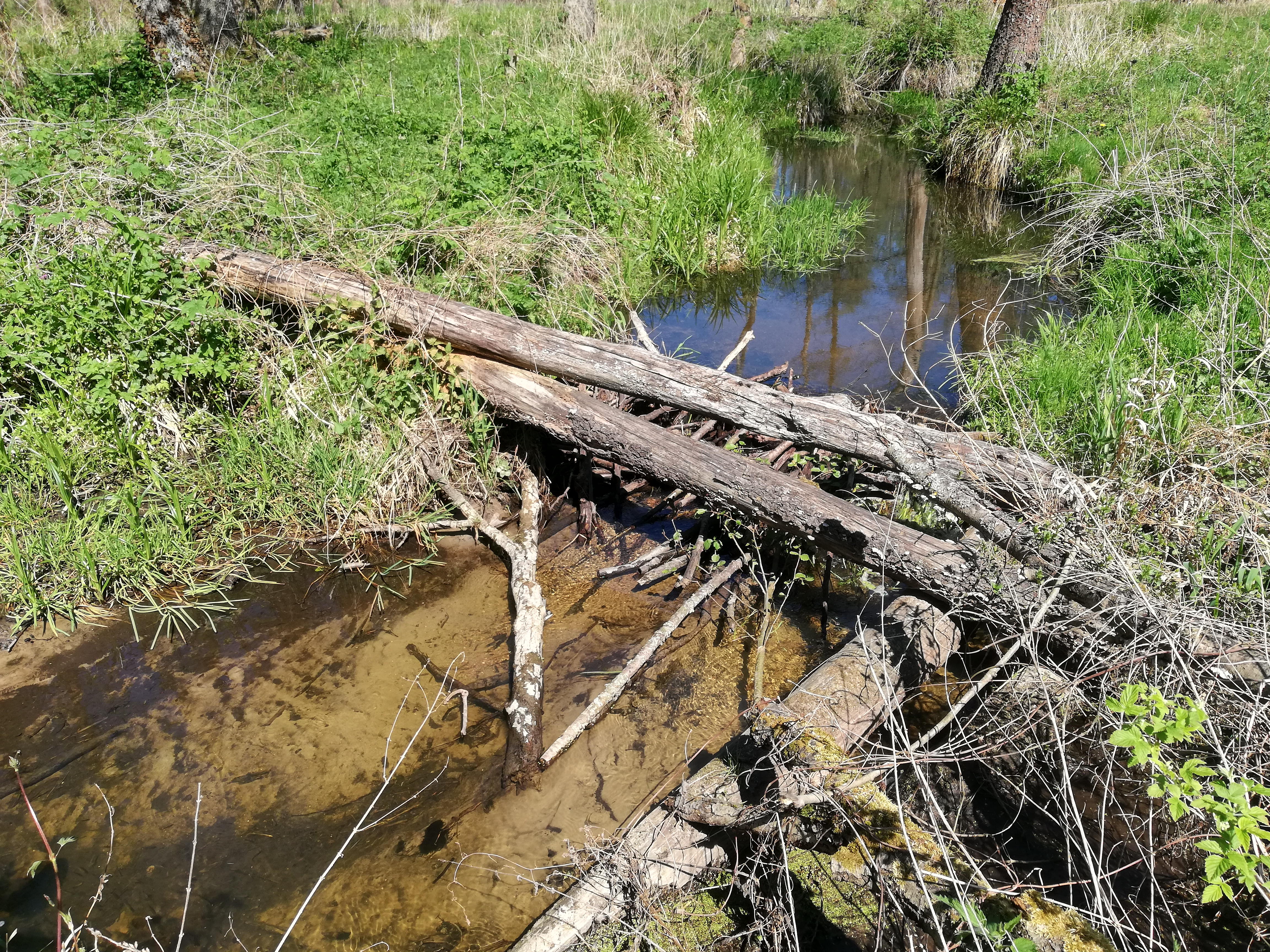
Bobrowa tama na Małynce
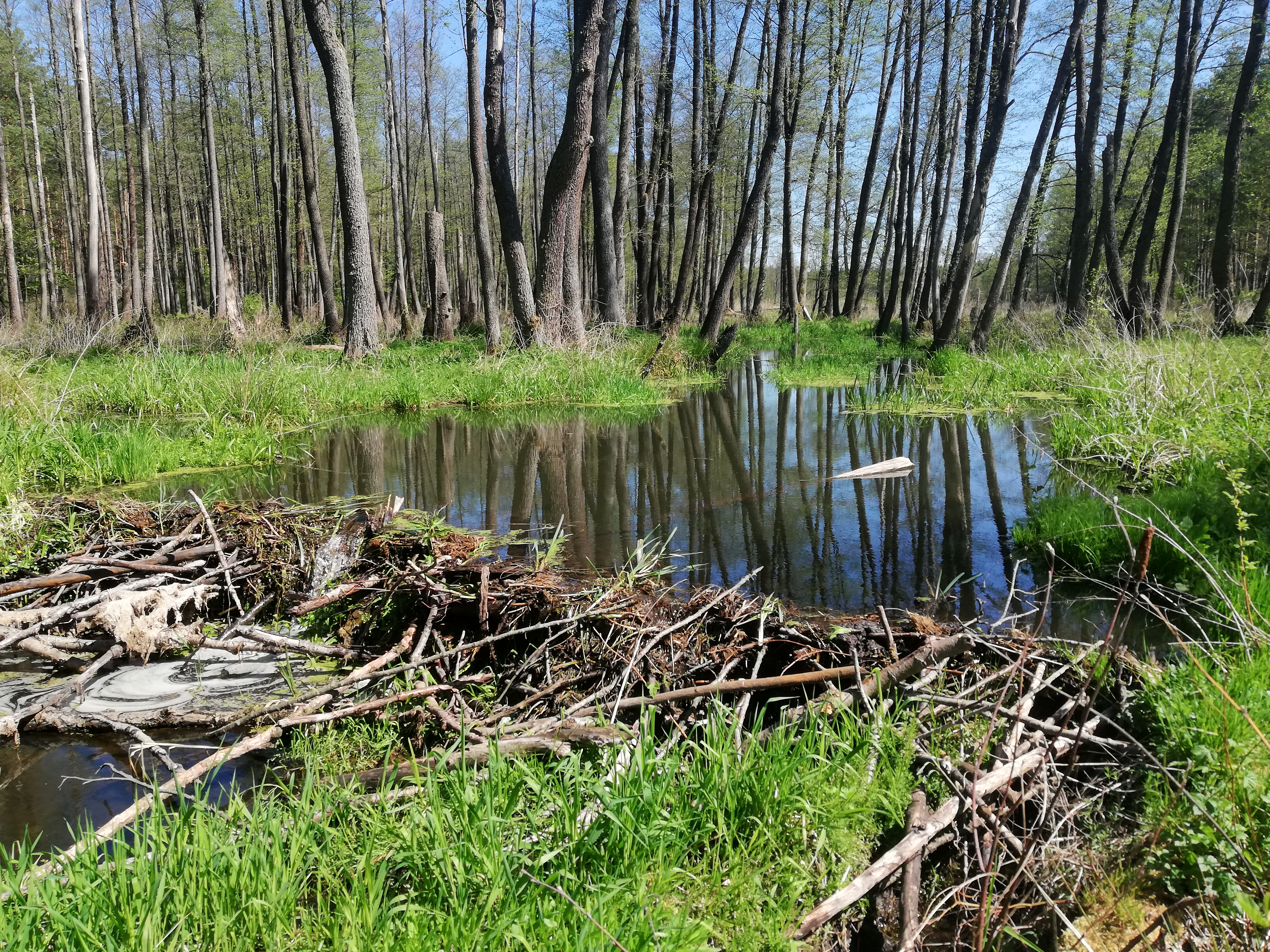
Bobrowa tama na Małynce
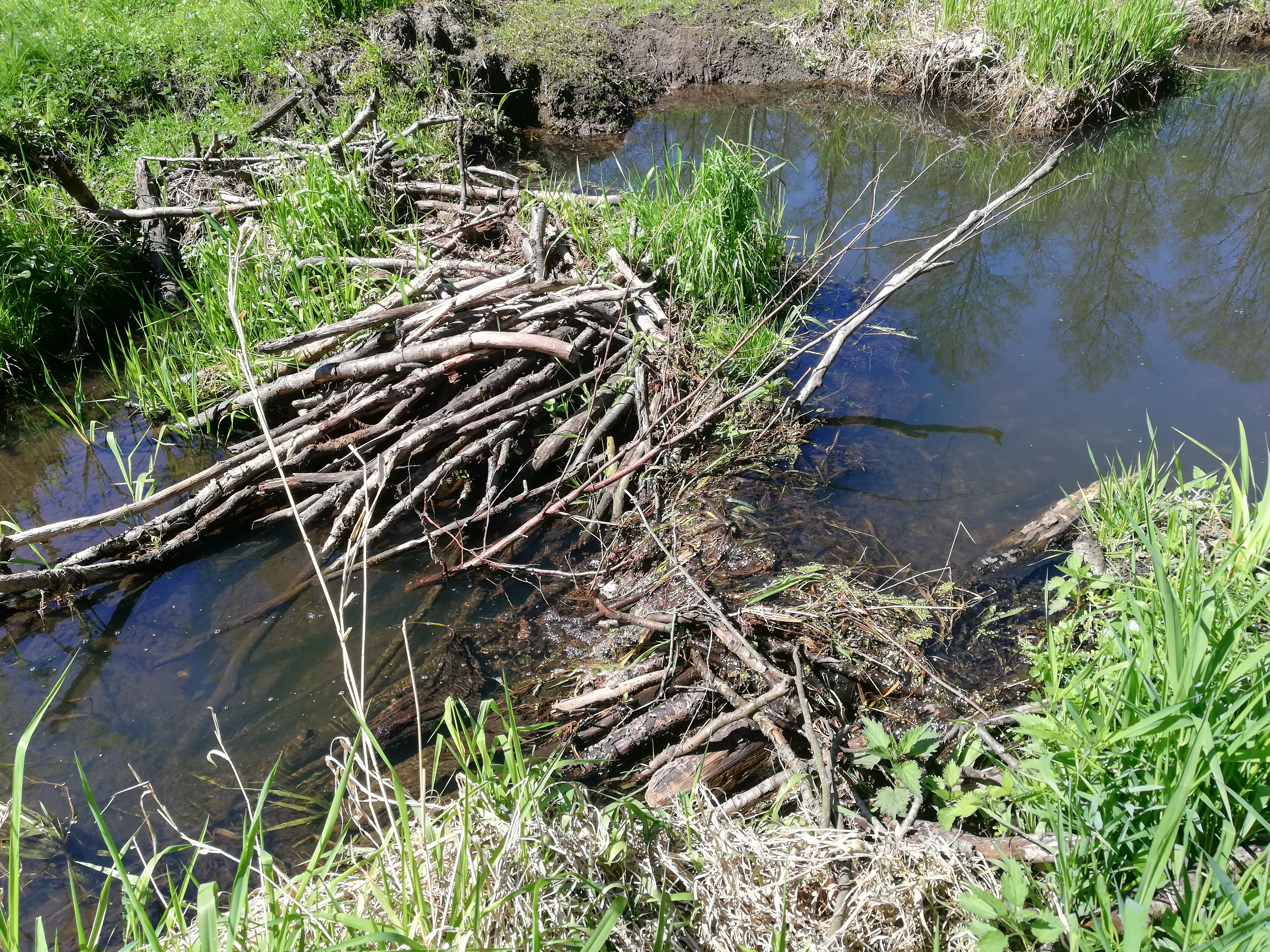
Żeremie w korycie rzeki
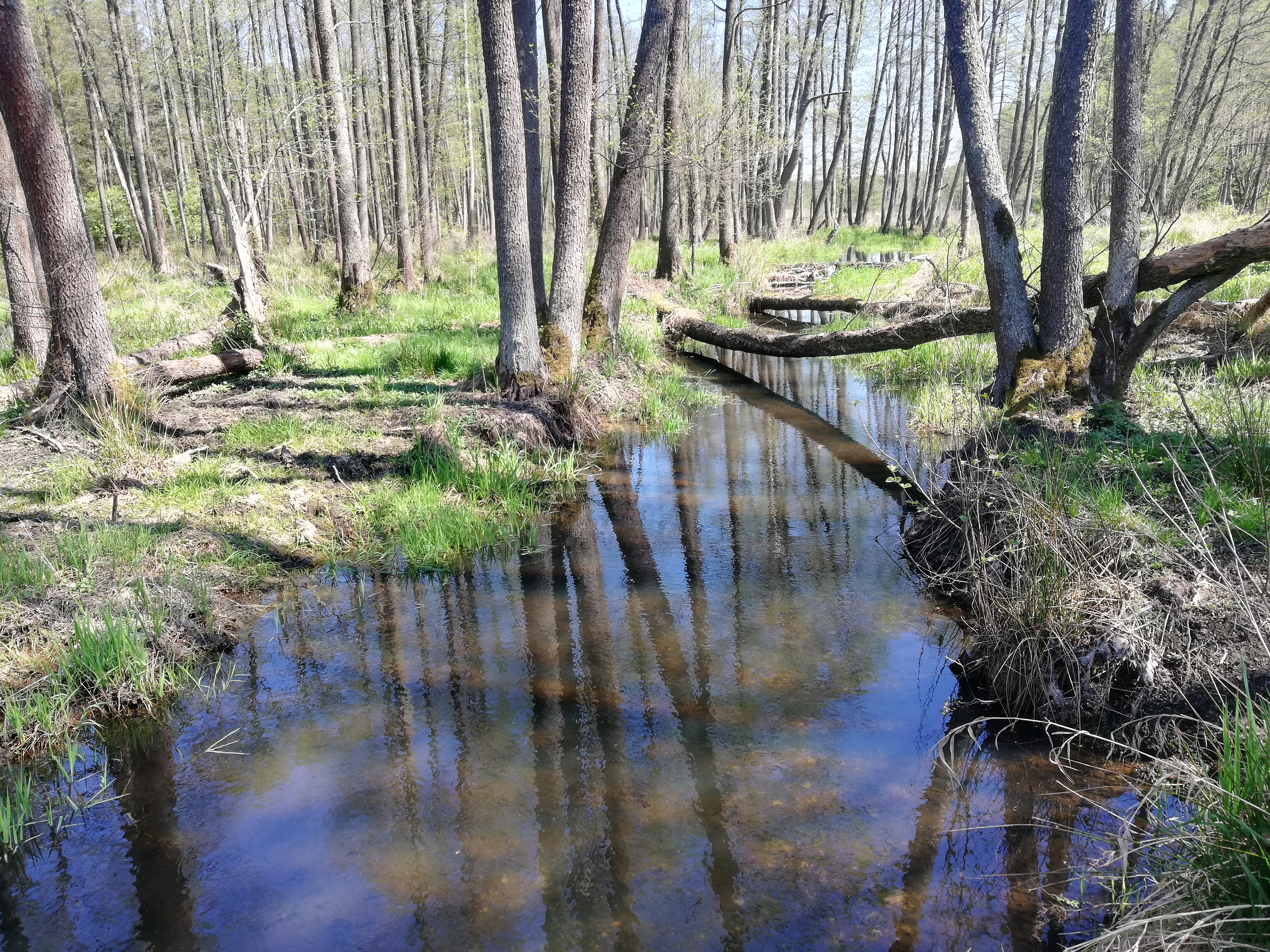
Las olchowy w dolinie Małynki
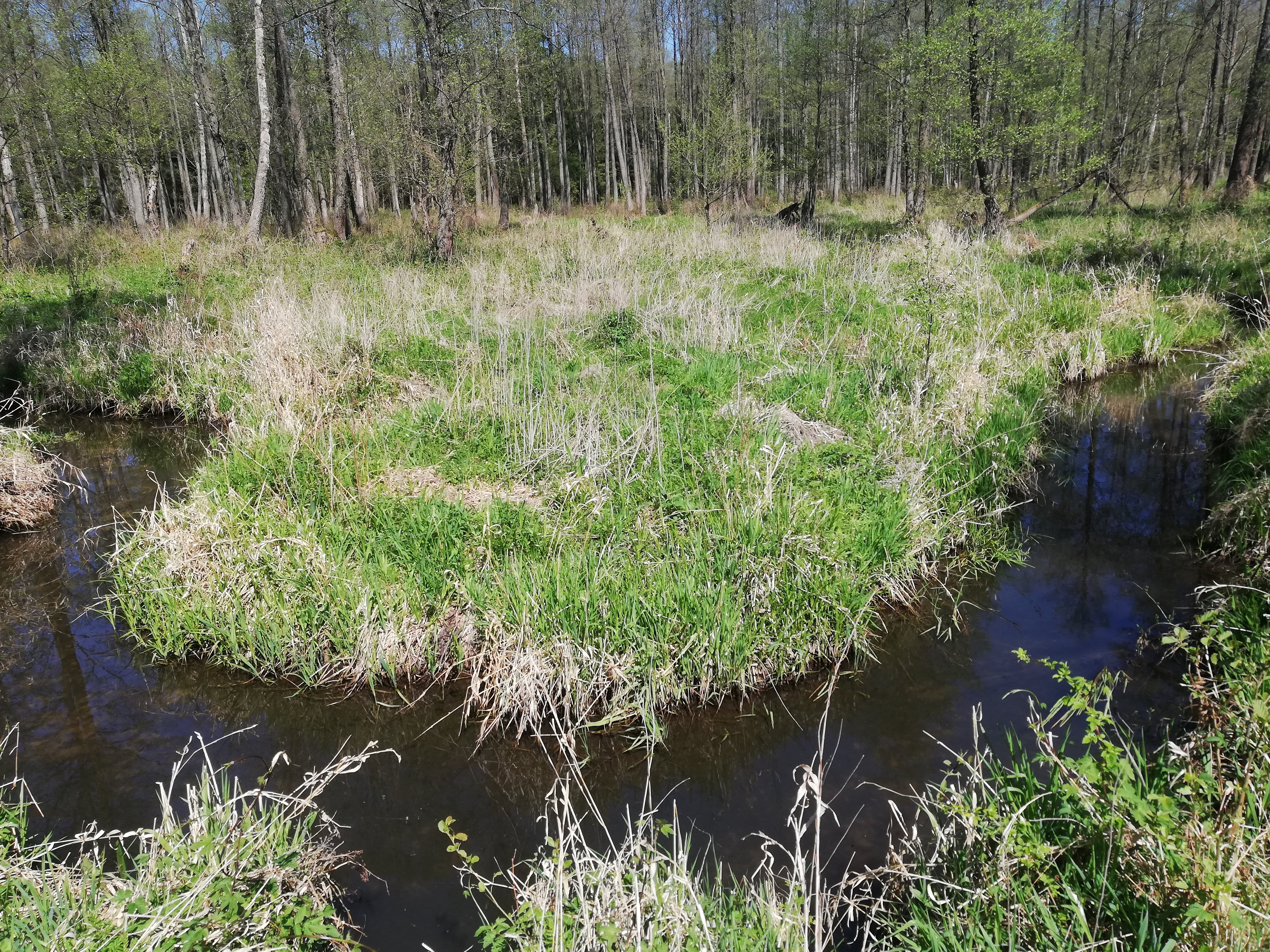
Zakole rzeki
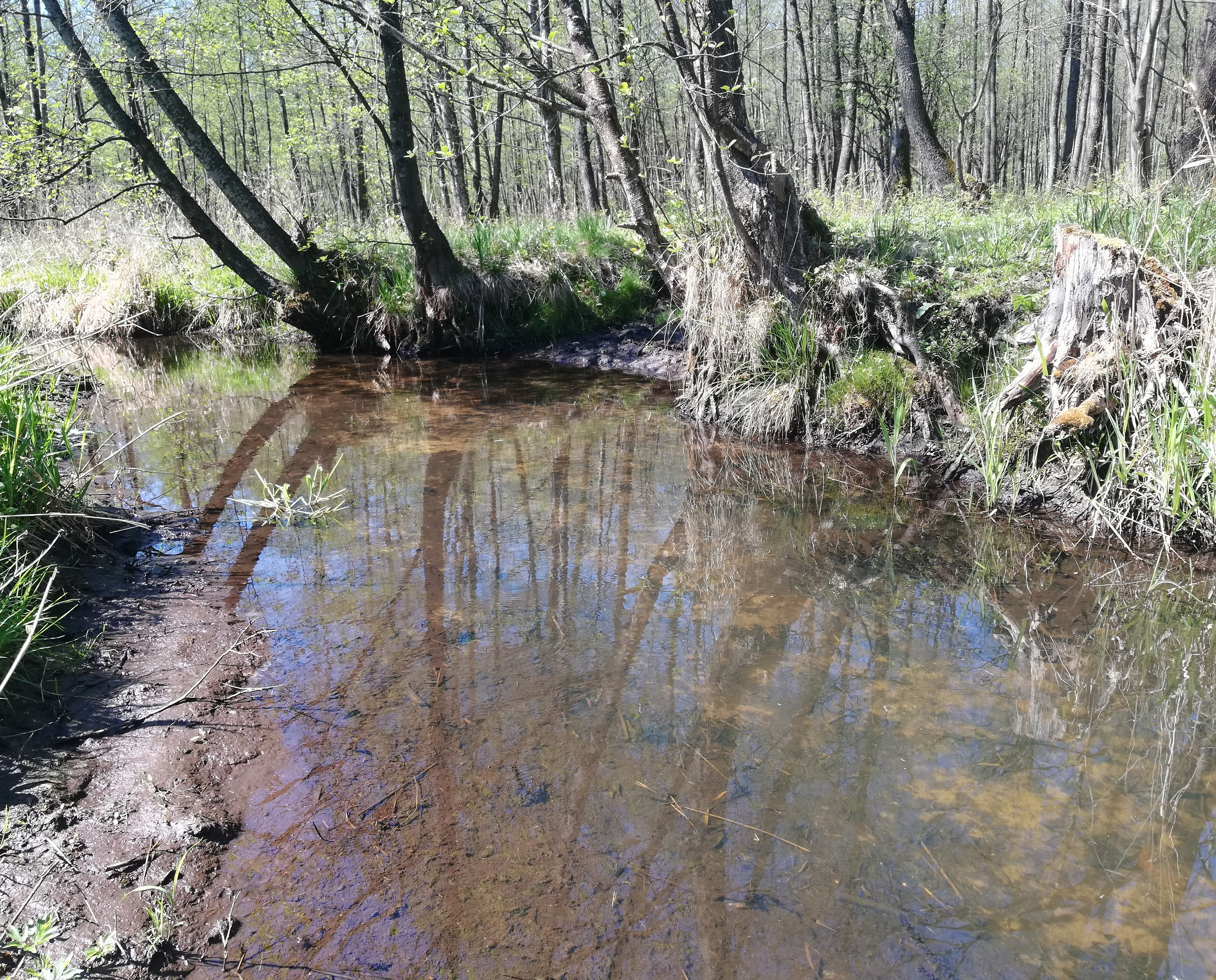
Nadrzeczna roślinność
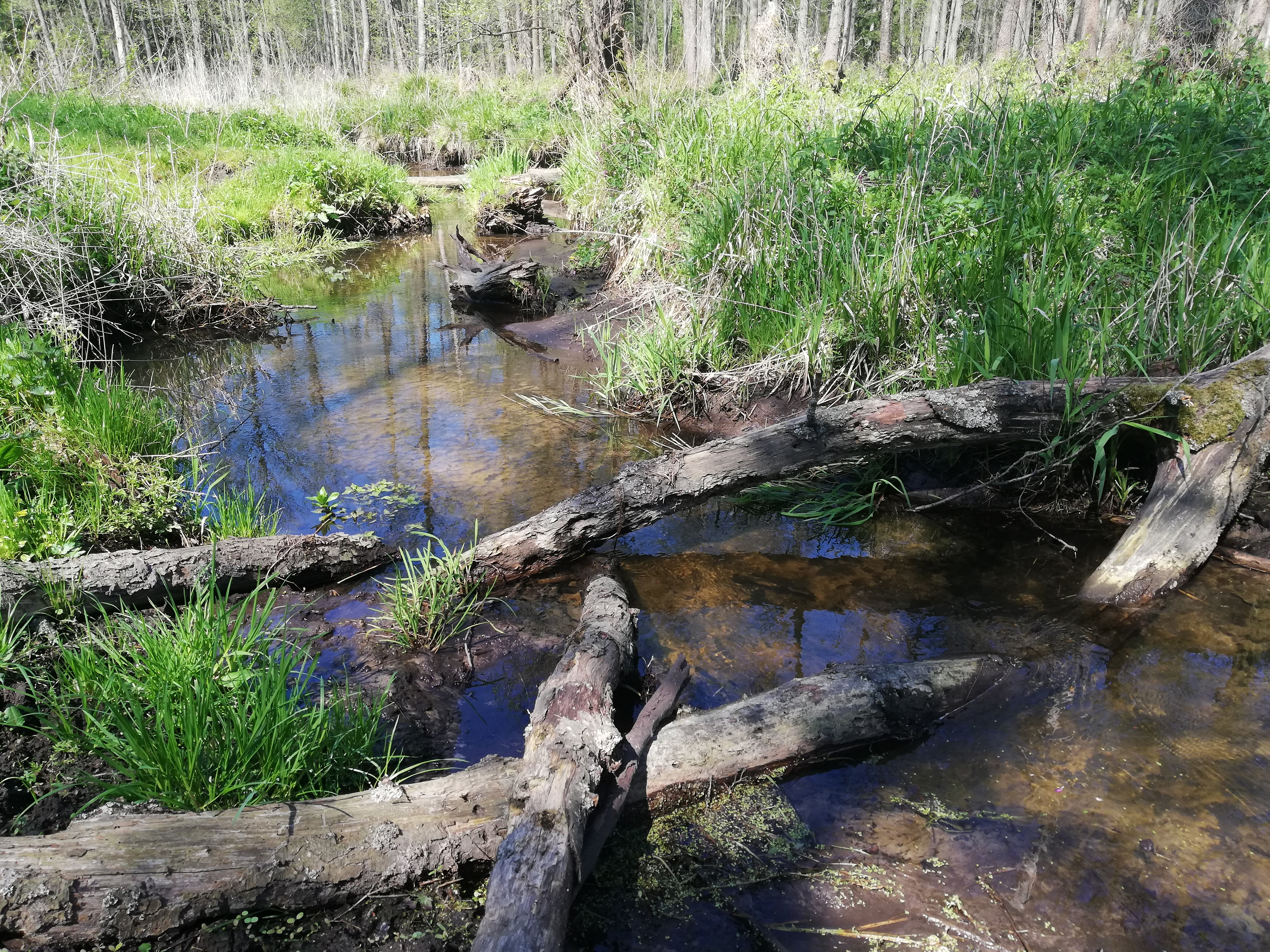
Powalone drzewa w korycie rzeki
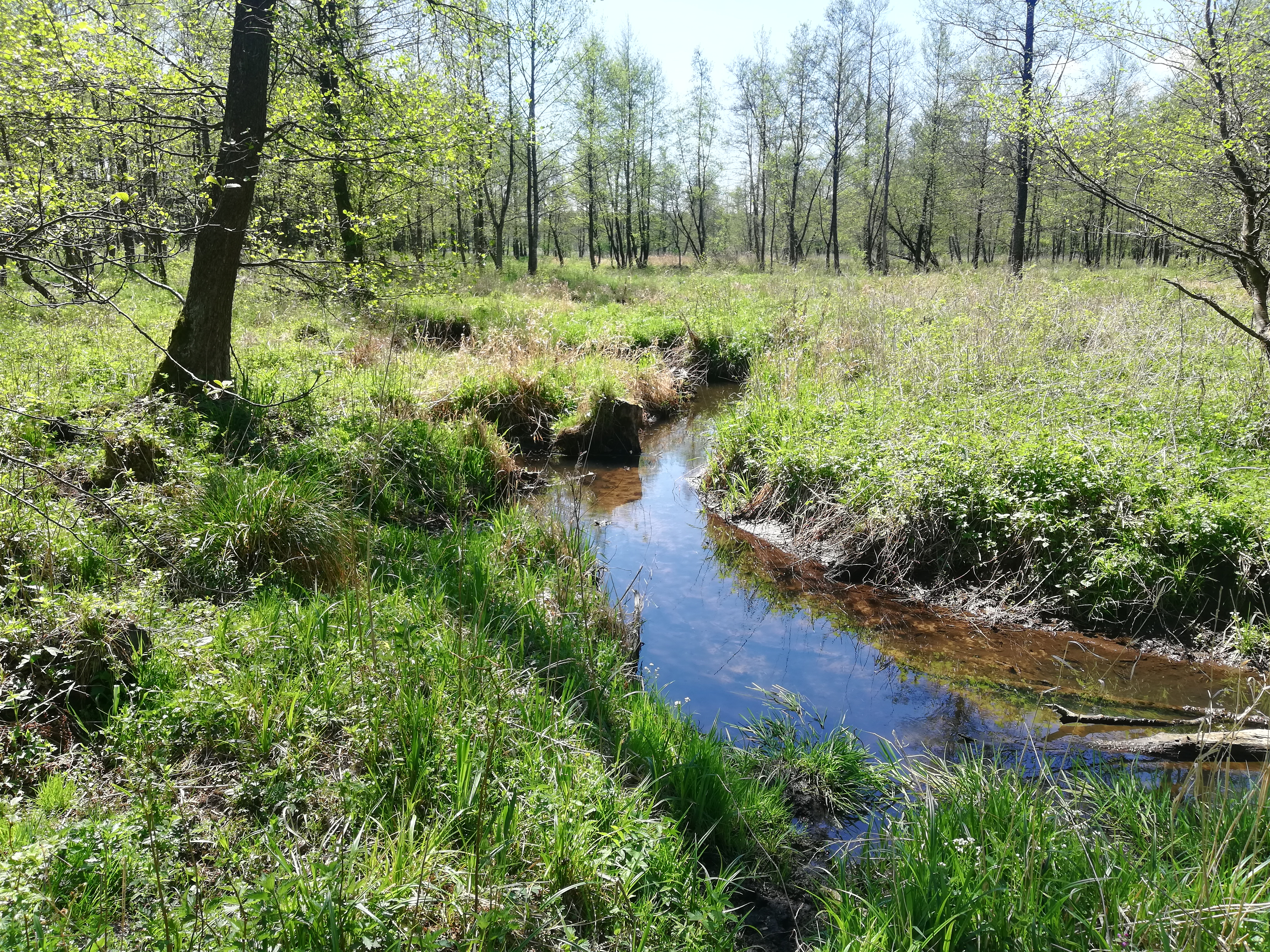
Dolina Małynki
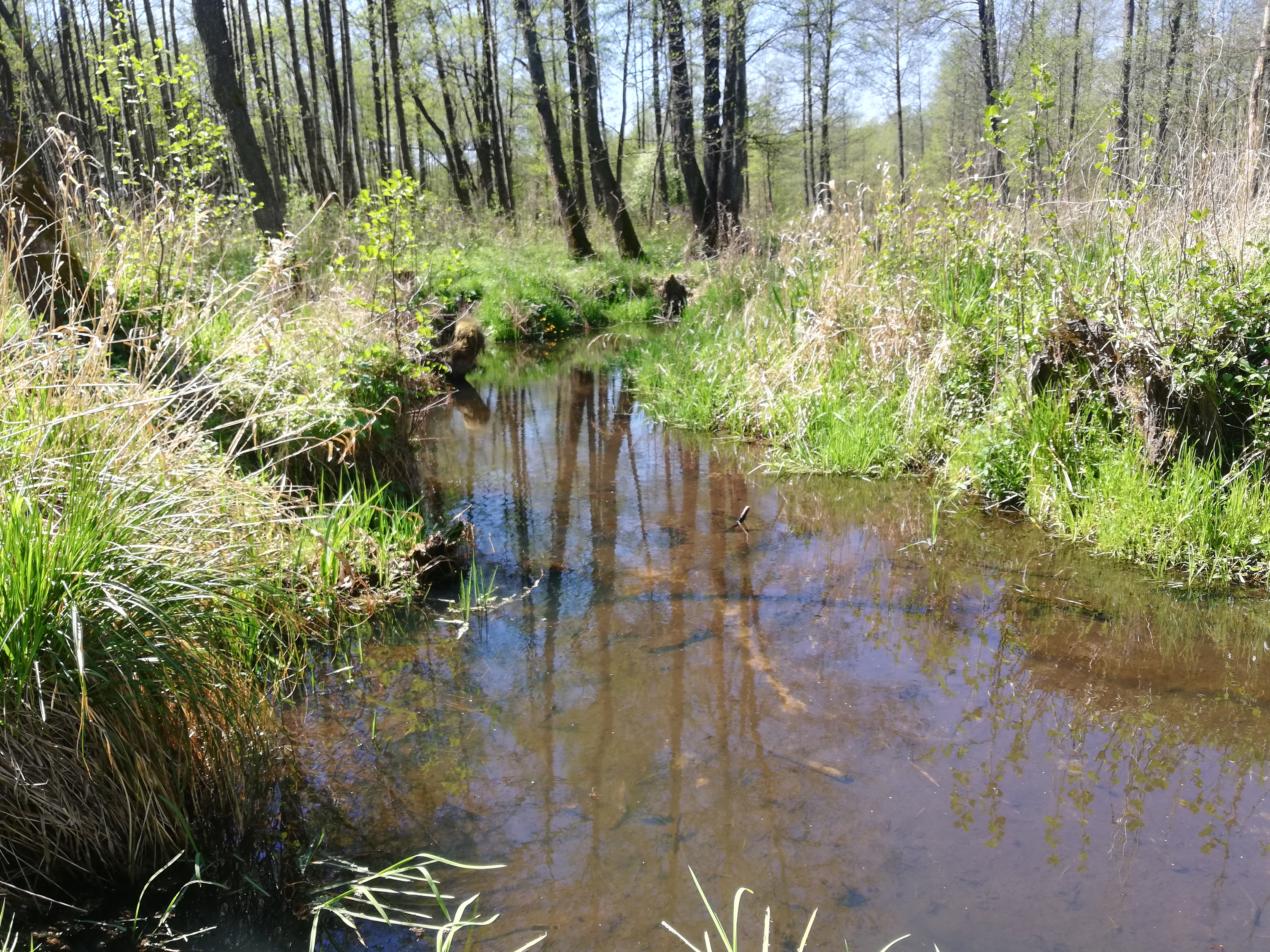
Koryto rzeki
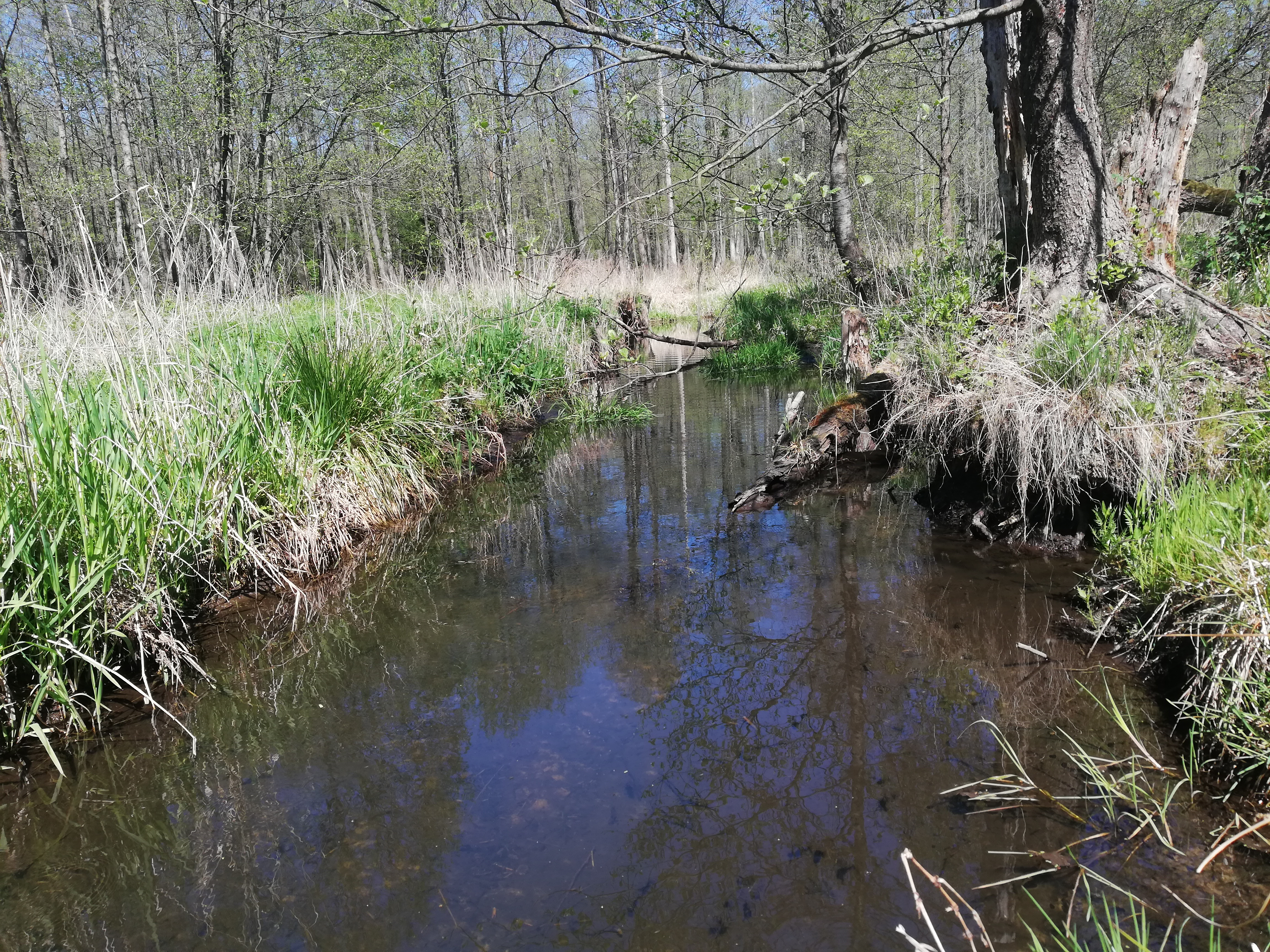
Koryto rzeki